# Kriegerdenkmal (Tröbsdorf)

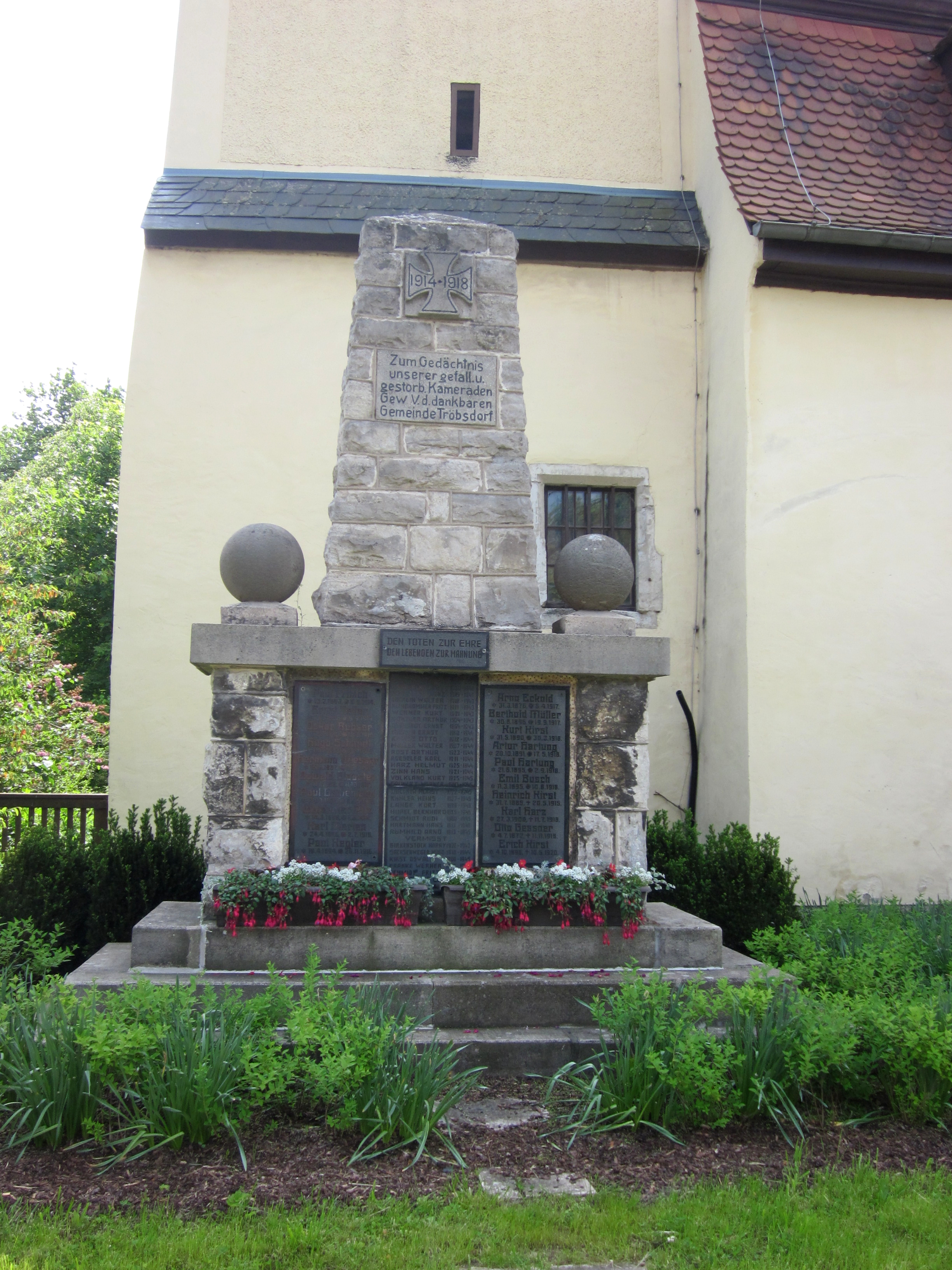
Kriegerdenkmal Tröbsdorf

Das Kriegerdenkmal Tröbsdorf fast an der nördlichen Kirchenwand der Kirche von St. Marien in der St. Marienstraße im Weimarer Ortsteil Tröbsdorf befindlich wurde für die Opfer des Ersten Weltkriegs errichtet. 
Das Denkmal besteht aus einem gemauerten Obelisk auf einem Sockel flankiert von Kanonenkugeln. Auf dem Sockel stehen Namenslisten der von 1914 bis 1918 Gefallenen, die aber durch die Namen der im Zweiten Weltkrieg Gefallenen des Ortes ergänzt wurden. Es erlebte eine Neubepflanzung. Entstanden ist es in den 1920er Jahren und wurde von der Gemeinde Tröbsdorf gestiftet, wie einer Inschrift zu entnehmen ist.
Das Denkmal steht auf der Liste der Kulturdenkmale in Tröbsdorf (Weimar).